# Love Songs (Elton John)
Love Songs è una famosa raccolta dell'artista britannico Elton John, distribuita il 6 novembre 1995 (in CD e doppio LP) dalla Rocket Records nel Regno Unito.

## Il disco
In un certo senso, potrebbe essere considerata come un Greatest Hits non ufficiale. Contiene infatti alcuni dei più grandi successi della carriera di Elton, tutti accomunati dal fatto di essere dei brani lenti (il titolo, infatti, vuol dire Canzoni D'Amore). La versione statunitense presenta una moltitudine di brani degli anni Novanta (basti citare The One, Sacrifice e Can You Feel the Love Tonight), inclusi due singoli provenienti da Made in England del 1995 (Believe e Blessed). Ci sono anche due canzoni eseguite live: Candle in the Wind e Don't Let the Sun Go Down on Me (quest'ultima eseguita in duetto con George Michael). I brani You Can Make History (Young Again) e No Valentines furono registrati appositamente per questa versione.
In Gran Bretagna, Love Songs presentava tracce differenti; oltre ad escludere i due nuovi brani, includeva I Guess That's Why They Call It the Blues, Nikita, True Love (cantata in duetto con Kiki Dee), Please, Song for Guy e la versione in studio di Candle in the Wind.
In seguito furono distribuiti ufficialmente i videoclip di molti brani (alcuni eseguiti live), inizialmente in VHS, laserdisc e Video CD (quest'ultimo formato non prevedeva i videoclip di True Love, Please e della versione live di Someone Saved My Life Tonight) e poi in DVD.
Negli Stati Uniti l'album Love Songs è pubblicato dalla MCA Records quasi un anno dopo la release britannica.

## Tracce
Tutti i brani sono stati composti da Elton John e Bernie Taupin, salvo dove indicato diversamente.

### Versione USA
1. Can You Feel the Love Tonight (John, Rice)
2. The One
3. Sacrifice
4. Daniel
5. Someone Saved My Life Tonight
6. Your Song
7. Don't Let the Sun Go Down on Me (live, duetto con George Michael)
8. Believe
9. Blue Eyes (John, Osborne)
10. Sorry Seems to Be the Hardest Word
11. Blessed
12. Candle in the Wind (live)
13. You Can Make History (Young Again)
14. No Valentines
15. Circle of Life (John, Rice)

### Versione UK
1. Sacrifice
2. Candle in the Wind
3. I Guess That's Why They Call It the Blues
4. Don't Let the Sun Go Down on Me (live, duetto con George Michael)
5. Sorry Seems to Be the Hardest Word
6. Blue Eyes (John, Osborne)
7. Daniel
8. Nikita
9. Your Song
10. The One
11. Someone Saved My Life Tonight
12. True Love (duetto con Kiki Dee)
13. Can You Feel the Love Tonight (John, Rice)
14. Circle of Life (John, Rice)
15. Blessed
16. Please
17. Song for Guy (John)

### Versione AU
1. Sacrifice
2. Candle in the Wind
3. Don't Let the Sun Go Down on Me (live, duetto con George Michael)
4. Sorry Seems to Be the Hardest Word
5. Blue Eyes (John, Osborne)
6. Daniel
7. Nikita
8. Your Song
9. The One
10. Someone Saved My Life Tonight
11. True Love (duetto con Kiki Dee)
12. Can You Feel the Love Tonight (John, Rice)
13. Circle of Life (John, Rice)
14. Believe
15. Blessed
16. Please
17. Song for Guy (John)

## I videoclip (VHS/laserdisc/VCD/DVD)
1. Sacrifice
2. Candle in the Wind
3. I Guess That's Why They Call It the Blues
4. Don't Let the Sun Go Down on Me (live, duetto con George Michael)
5. Sorry Seems to Be the Hardest Word
6. Blue Eyes
7. Daniel
8. Nikita
9. Your Song
10. The One
11. Someone Saved My Life Tonight (non in VCD)
12. True Love (duetto con Kiki Dee, non in VCD)
13. Can You Feel the Love Tonight (John, Rice)
14. Circle of Life (John, Rice)
15. Blessed
16. Please (non in VCD)
17. Song for Guy (John)
18. Believe